# Цзаоцян
Цзаоця́н (кит. упр. 枣强, пиньинь Zǎoqiáng) — уезд городского округа Хэншуй провинции Хэбэй (КНР).

## История
Во времена империи Хань в этих местах существовали уезды Цзаоцян и Гуанчуань (广川县). Во времена империи Западная Цзинь уезд Цзаоцян был присоединён к уезду Гуанчуань. При империи Поздняя Янь уезд Цзаоцян был воссоздан, при империи Северная Вэй в 415 году вновь присоединён к уезду Гуанчуань. В 498 году уезд Цзаоцян был создан вновь, а при империи Северная Ци в 556 году уезд Гуанчуань был присоединён к уезду Цзаоцян.
В 1949 году был образован Специальный район Хэншуй (衡水专区), и уезд Цзаоцян вошёл в его состав. В 1952 году специальный район Хэншуй был расформирован, и уезд Цзаоцян вошёл в состав Специального района Шицзячжуан (石家庄专区). В 1958 году уезд Цзаоцян был присоединён к уезду Хэншуй.
В 1961 году из уезда Хэншуй был выделен уезд Цзисянь (冀县), а в 1962 году из уезда Цзисянь был вновь выделен уезд Цзаоцян в старых границах. В том же году Специальный район Хэншуй был создан вновь, и уезд Цзаоцян опять вошёл в его состав. В 1970 году Специальный район Хэншуй был переименован в Округ Хэншуй (衡水地区).
В мае 1996 года решением Госсовета КНР округ Хэншуй был преобразован в городской округ Хэншуй.

## Административное деление
Уезд Цзаоцян делится на 8 посёлков и 3 волости.

## Экономика
Посёлок Даин является крупным центром меховой и кожевенной промышленности Китая, здесь регулярно проводится Международная меховая выставка.